# WIU
Vinicius William Sales de Lima, (Fortaleza, 16 de fevereiro de 2002)  mais conhecido como WIU, é um rapper, cantor, compositor e produtor musical brasileiro. Ficou conhecido com os singles "Felina", "Horas Iguais", "Coração de Gelo" e pelo álbum "Manual de Como Amar Errado", lançado em 2022.

## Biografia
WIU nasceu em Fortaleza, Ceará. Desde criança, tinha uma forte conexão por hip-hop com poucos anos de idade, trocou o videogame pelo programa de produção musical FL Studio. Com 15 anos, lançava suas primeiras músicas como cantor independente através do SoundCloud e YouTube, onde começou a ganhar notoriedade em 2019, foi convidado pelo Matuê para fazer parte do selo fonográfico 30PRAUM. Nesse mesmo ano, WIU lançou seu primeiro single "Sucrilhos" em 2021, assinou um contrato com a Sony Music sob licença da 30PRAUM. WIU trabalhou na produção de "Máquina do Tempo", álbum de estreia do Matuê. Em 2022, lançou seu primeiro álbum Manual de Como Amar Errado. WIU recebeu certificação da Pro-Música Brasil pelo single "Mantém".
Em 2024, WIU lançou seu segundo álbum de estúdio, Vagabundo de Luxo, um álbum de trap que incorpora elementos experimentais. A faixa "Rainha da Finesse" combina influências de piseiro com jersey club. O álbum também inclui elementos de funk carioca e reggaeton. No mesmo ano, WIU colaborou com Teto na música "Problemas de um Milionário".

## Discografia

### Álbuns de estúdio
- Manual de Como Amar Errado (2022)[17]
- Vagabundo de Luxo (2024)[18][19]

- 808 CLUB: AFTER (2025)

### Extended plays(EPs)
- Um Pequeno Álbum De Natal (2023)[20]

### Mixtape
- 808 CLUB (2025)[21]

| Singles                    | Data de lançamento      |
| -------------------------- | ----------------------- |
| Sucrilhos                  | 26 de julho de 2019     |
| Mantém                     | 9 de outubro de 2019    |
| Pitbull                    | 2 de novembro de 2021   |
| Lágrimas de Crocodilo      | 5 de outubro de 2021    |
| Vampiro                    | 1 de abril de 2022      |
| Felina                     | 22 de setembro de 2022  |
| Horas Iguais               | 4 de outubro de 2022    |
| Flow Espacial              | 30 de janeiro de 2023   |
| Tenho Que Me Decidir       | 29 de novembro. de 2023 |
| Problemas de um Milionário | 10 de abril de 2024     |
| Rainha da Finesse          | 3 de julho de 2024      |
| Balanço de Rede            | 12 de dezembro de 2024  |

## Prêmios e indicações
| Ano  | Categoria                             | Indicação                     | Prêmio                                                            | Resultado |
| ---- | ------------------------------------- | ----------------------------- | ----------------------------------------------------------------- | --------- |
| 2022 | Hino do Ano                           | "Vampiro" (Matuê, Teto e WIU) | MTV Millennial Awards Brasil                                      | Indicado  |
| 2022 | Feat. Nacional                        | "Vampiro" (Matuê, Teto e WIU) | MTV Millennial Awards Brasil                                      | Indicado  |
| 2022 | Prêmio Multishow de Música Brasileira | "Vampiro" (Matuê, Teto e WIU) | Prêmio Multishow de Música Brasileira Voto Popular: Música do Ano | Indicado  |